# Hongqi

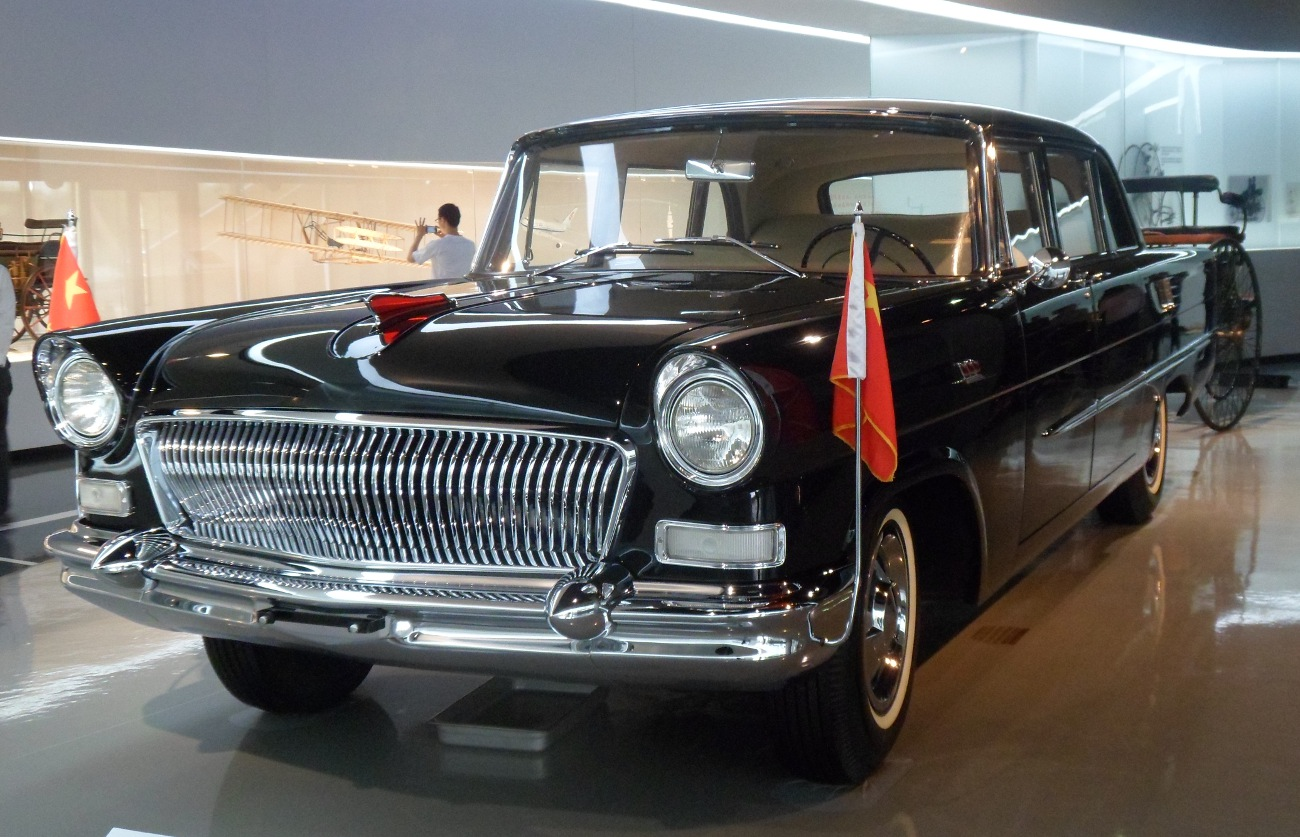
Hongqi CA72 del 1959, prima vettura del costruttore cinese

Hongqi (in cinese 红旗; in pinyin Hóngqí) è una casa automobilistica cinese, di proprietà della casa automobilistica FAW Car Company, a sua volta una controllata del gruppo FAW. Fondata nel 1958, è il più antico marchio automobilistico cinese. In cinese hongqi significa "bandiera rossa", un simbolo culturale cinese comunista.

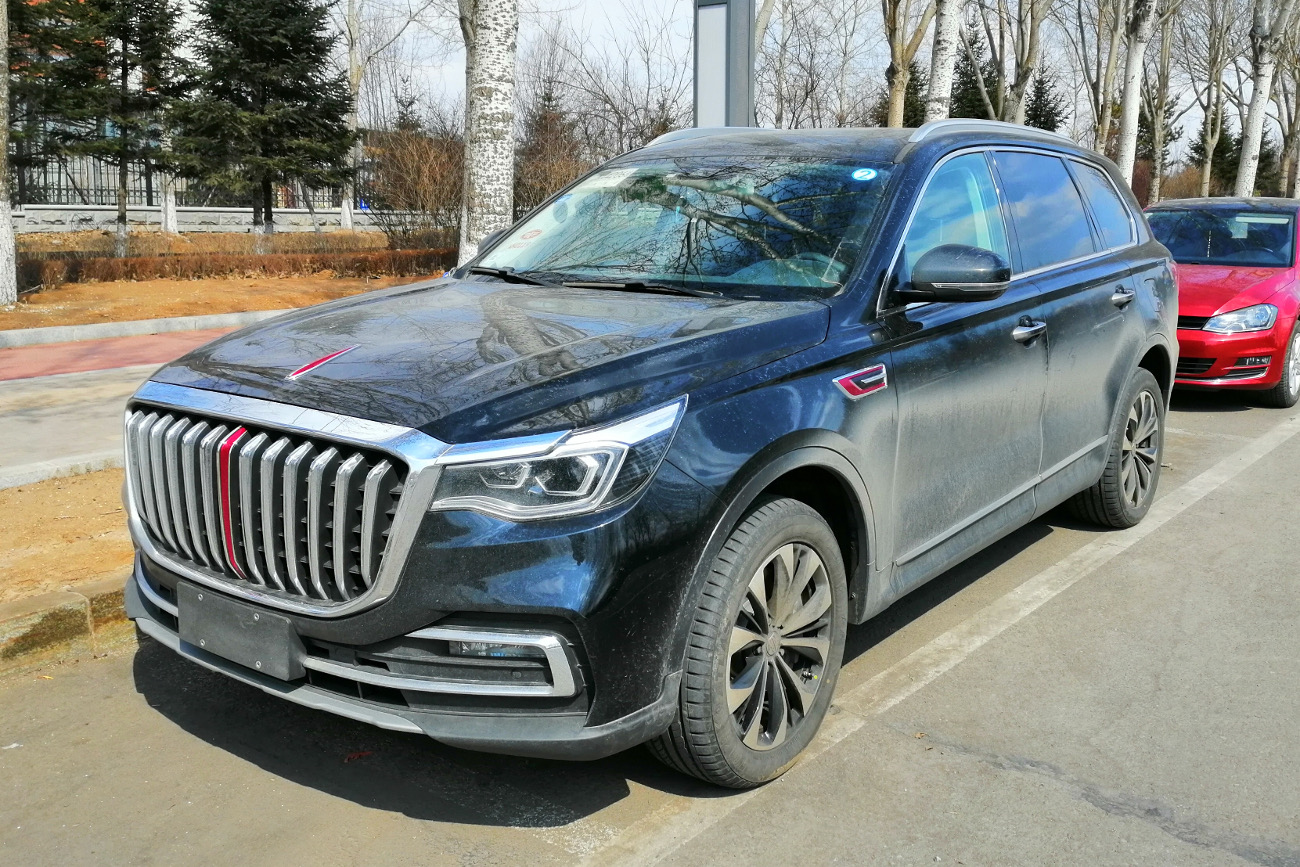
Hongqi HS7 del 2019

Inizialmente, i modelli della Hongqi erano riservati solo ai funzionari governativi di alto rango e rimase in produzione fino al 1981, anno in cui fu sospesa la produzione. Il marchio fu poi riutilizzato a metà anni 90.
Nell'ottobre 2020 viene presentata al Salone di Pechino l'Hongqi E-HS9, un SUV elettrico proposto con due configurazioni. Una dispone di un motore elettrico da 215 CV e 350 N/m coppia, la seconda monta invece un motore da 328 CV e 450 N/m di coppia. Nel primo caso l'autonomia dichiarata è di 460 km, nella seconda configurazione si arriva a 510 km.
A maggio 2022 viene lanciano l'Hongqi Q8, un monovolume di lusso con configurazione unica a 7 posti (2-2-3) e motore 252 CV 2 litri turbo benzina.